# Нахичеванский музыкальный драматический театр
Азербайджанский государственный Нахичеванский музыкально-драматический театр им. Джалила Мамедкулизаде (азерб. Cəlil Məmmədquluzadə adına Naxçıvan Dövlət Musiqili Dram Teatrı) — профессиональный государственный музыкально-драматический театр, действующий в Нахичевани.

## История
В 1883 году по инициативе драматурга Эйнали бея Султанова в Нахичевани, в доме Гаджи Наджаф Зейналова  был поставлен первый спектакль на основе повести драматурга Джалила Мамедкулизаде "Мусье Жордан, ученый ботаник и дервиш Масталишах, знаменитый колдун". Данный спектакль заложил основу Нахичеванского музыкально-драматического театра. 
В становлении и дальнейшем развитии театра большую роль сыграли также М.Т. Сидги, Г. Шарифов, Дж. Мамедкулизаде, Дж.П. Султанов, М.С. Ордубади, М. Казиев, Рза Тахмасиб, Б. Нахичевани.
В 1922 году театр получил статус Государственного драматического театра. В дальнейшем на сцене театра ставились спектакли на основе пьес Гусейн Джавида («Шейх Санан»), Джафара Джаббарлы («Айдын», «Алмаз», «Севиль», «Яшар»), С. Вургуна («Вагиф»). На сцене театра наряду с работами азербайджанских драматургов ставились также пьесы мировой классики.  

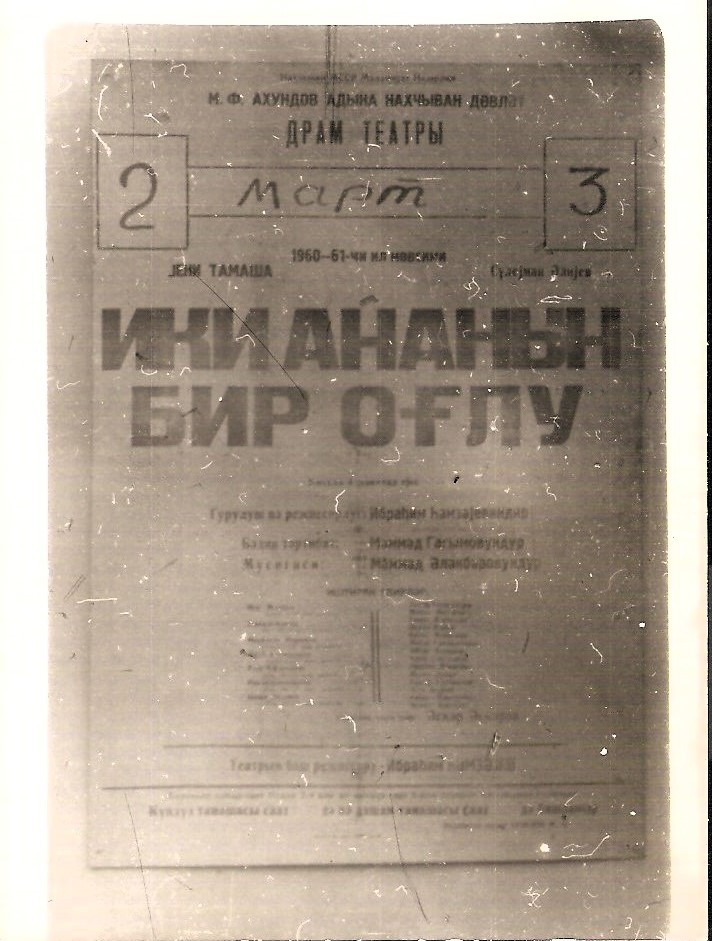

В годы Второй Мировой войны также ставились спектакли на основе патриотических произведений С. Рустама, С. Рахмана, У. Гаджибекова, С. Вургуна, А. Шаига.   
В 1965 году театру было присвоено имя драматурга Джалила Мамедкулизаде. 
Здание театра было построено по проекту азербайджанского архитектора Гасана Меджидова.
В 2008 году по распоряжению президента Азербайджанской Республики, а также распоряжению председателя Верховного Меджлиса Нахичеванской АР был проведен 125-летний юбилей театра. 
В 2012 году сдано в эксплуатацию отремонтированное здание театра.

## См.также
- Достопримечательности Нахичевани
- Шекинский драматический театр
- Азербайджанский государственный драматический театр
- Азербайджанский государственный русский драматический театр

## Внешние ссылки
- 133-летие театра - видео